# Belle du Seigneur
Cet article concerne le roman. Pour le film, voir Belle du Seigneur (film).

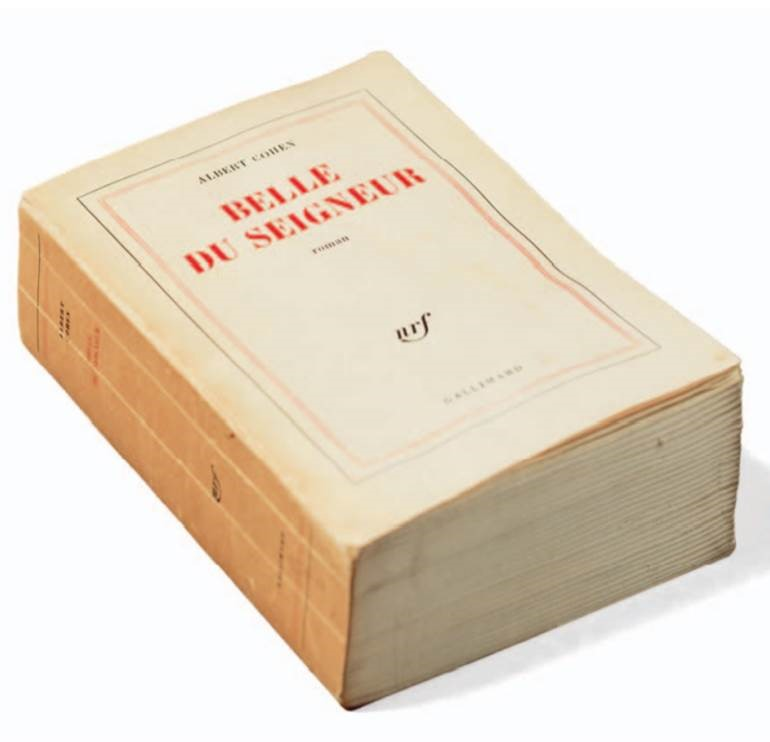
Première édition de Belle du Seigneur d'Albert Cohen (Gallimard 1968), dans la collection du Musée juif de Suisse (Bâle).

Belle du Seigneur est un roman de l'écrivain suisse francophone Albert Cohen publié en 1968.
Belle du Seigneur, dont la rédaction commencée dans les années 1930 a été interrompue par la Seconde Guerre mondiale, a longuement été reprise, corrigée, augmentée. Le roman a été finalement publié par les éditions Gallimard en 1968 à contre-courant des œuvres de l'époque. Certaines scènes burlesques ont été retirées du livre à la demande de l'éditeur Gaston Gallimard puis publiées séparément sous le titre Les Valeureux en 1969.
Troisième volet d'une tétralogie qui commence avec Solal (1930) et Mangeclous (1938), ce roman-fleuve a reçu le grand prix du roman de l'Académie française. L'auteur y entrecroise et superpose les voix des personnages et dans les cent six chapitres se mêlent la passion et la drôlerie, le désespoir et les exaltations du cœur. Le roman raconte la passion morbide d’Ariane et de Solal, mais aussi d'une certaine façon l'amour de Cohen pour la langue française et pour l’écriture.
Belle du Seigneur est considéré comme l'un des grands romans de langue française du XXe siècle, qualifié de « chef-d'œuvre absolu » (Joseph Kessel), « comme une culture en produit une douzaine par siècle » (François Nourissier). Il connaît aussi un succès public de très grande ampleur et demeure la meilleure vente de la collection Blanche des éditions Gallimard.
L'édition de référence choisie pour cet article est l'édition Folio de 2007. L'absence de ponctuation et la présence de fautes d'orthographe dans certaines citations correspondent à la volonté de l'auteur.

## Plan du livre
Le livre se compose de sept parties et cent six chapitres, organisé comme suit : 
- première partie (chap. 1 à 9) : la mise en place de l'intrigue (naissance de l'amour de Solal envers Ariane) ;
- deuxième partie (chap. 10 à 37) : la conquête d'Ariane par Solal ;
- troisième partie (chap. 38 à 52) : l'amour à ses débuts (mort d'Isolde, ex-amante de Solal) ;
- quatrième partie (chap. 53 à 80) : l’enlèvement d'Ariane (tentative de suicide d'Adrien, son mari) ;
- cinquième partie (chap. 81 à 91) : l'amour et l'ennui ;
- sixième partie (chap. 92 à 102) : la dénégation de l'amour ;
- septième partie (chap. 103 à 106) : la mort des amants.

## La trame romanesque
Le récit commence en Suisse, à Genève au milieu des années 1930.
- Dans la première partie (le 1er mai 1935), Solal s'introduit chez Ariane Deume, une belle jeune femme qui l'a ébloui lors d'une soirée, et lit son journal intime. Déguisé en vieillard juif, il se déclare avec lyrisme et passion. Mais Ariane, effrayée de l'intrusion de ce vieillard hideux, le repousse. Solal jure alors de la séduire, comme il séduit toutes les autres femmes. Ariane perd donc sa seule chance d'être séduite de manière non vile. Le même jour, Solal accorde au mari d'Ariane, Adrien Deume, un fonctionnaire aussi paresseux qu'ambitieux, la promotion dont il rêvait. Adrien est tout heureux de l'inviter au premier « grand » dîner.
- La deuxième partie se déroule entre le 29 mai et le 8 juin 1935. Elle présente d'abord les Valeureux, cousins orientaux de Solal, qui arrivent à Genève. Le 1er juin, Adrien prépare avec l'aide de sa mère un dîner que Solal doit honorer de sa présence[2]. Mais celui-ci ne vient pas. Quelques jours plus tard, il envoie Adrien en mission à l'étranger pour douze semaines avec de vagues instructions[A 1]. Le soir de son départ, Adrien est invité à dîner avec Ariane par Solal à l'hôtel où ce dernier habite à l'année. Dans son ivresse, Solal annonce à Deume vouloir séduire une « Himalayenne ». Deume ne se doutant pas qu'il s'agit de sa femme, s'éclipse discrètement lorsque celle-ci, après avoir dans un premier temps refusé le dîner, se rend finalement au Ritz afin de ne pas entraver par ses refus de mondanité la carrière de son mari. Solal parie alors avec Ariane qu'il la séduira dans les trois heures et parvient à conquérir le cœur de la Belle. Commence alors une passion amoureuse fusionnelle. Mais Solal est à la fois amoureux d'Ariane et dépité de l'avoir conquise par ses « babouineries » de mâle dominant.
- La troisième partie couvre la période entre juin et le début d'août 1935. La vie des amants se remplit du bonheur de « l'amour en ses débuts » : « Solal et son Ariane, hautes nudités à la proue de leur amour qui cinglait, princes du soleil et de la mer, immortels à la proue, et ils se regardaient sans cesse dans le délire sublime des débuts[2] ». La troisième partie finit par une réflexion nostalgique sur l'écoulement du temps, et sur les regrets que laissent transparaître la vieillesse et l'approche de la mort.
- La quatrième partie montre Ariane dans l'attente de Solal qui est parti pour une mission, puis annonce son retour imprévu le 25 août au lieu du 9 septembre. À 21 heures, il doit rejoindre sa belle. La journée du 25 est consacrée à la longue préparation d'une prêtresse de l'amour pour son Dieu. Mais, sans prévenir Ariane, Adrien décide lui aussi d'avancer son retour au 25 août. Il pense pouvoir être chez lui vers 21 heures. Le roman se fait l'écho des deux voix intérieures, celle d'Adrien, impatient de revoir sa femme pour assouvir son « devoir conjugal » et de lui conter les honneurs dont il a été l'objet durant son voyage, se superpose la voix d'Ariane mélangeant souvenirs et joie frénétique de revoir son amant. Et lorsque entendant la sonnerie, elle s'élance pour ouvrir la porte « avec un sourire divin, […] c'est Adrien Deume avec son collier de barbe, ses lunettes d'écaille et son bon sourire qu'elle voit[A 2] ». Aidé des Valeureux, Solal enlève Ariane pendant la nuit ; le lendemain, le mari délaissé tente de se suicider.
- La cinquième partie retrace la période du début d'octobre 1935 jusqu'à la fin de mai 1936. Elle se déroule d'abord dans un hôtel d'Agay dans le sud de la France, puis dans une villa appelée Belle-de-Mai où Mariette les a rejoints. Cette partie couvre une année de la vie des deux amants qui vivent isolés, repliés sur eux-mêmes et exclus de la bonne société. L'ennui gagne rapidement Solal. Il a perdu son poste à la SDN, mais il n'a pas osé avouer la vérité à sa compagne, inventant un congé de longue durée pour l'amour de sa belle.
- Le premier arrière-plan de la sixième partie, qui se déroule entre le 28 août 1936 et le mois de septembre 1936, est Paris. Solal essaie, en vain, de faire jouer ses anciennes relations pour retrouver sa nationalité française. Il essuie le même échec à Genève dans sa tentative de réintégrer la SDN. Lorsqu'il apprend qu'Ariane a eu un autre amant avant lui, sa fureur et sa jalousie entraînent le couple, qui est au bord de la rupture, d'hôtel en hôtel à Marseille.
- La septième partie est un épilogue. Elle nous montre les deux amants, drogués à l'éther. Ils ont connu durant toute l'année une inexorable déchéance physique et morale. Le 9 septembre 1937, ils se suicident à l'hôtel Ritz de Genève.

## Les personnages

### Solal des Solal
Solal des Solal, naturalisé français, est né dans une famille juive de l'île de Céphalonie, au large des côtes grecques. Fils de rabbin, il a connu une ascension sociale vertigineuse « par intelligence, député, ministre, et caetera ». Il est aussi devenu riche grâce à de judicieux placements. Au début du roman, il est sous-secrétaire général de la Société des Nations, à Genève. Beau, cynique et manipulateur, il n'a aucun mal à séduire les femmes qui l'entourent. Le roman révèle une personnalité ambivalente qui connaît de profonds changements psychologiques. À travers le roman, il évolue de Don Juan cynique et sûr de lui à un amoureux passionné et dominateur. Solal rêve ensuite d'un amour « maternel » avant de devenir un amoureux blessé, destructeur et auto-destructeur.
La première facette révélée par Cohen est celle du séducteur. Au cours d'une soirée en compagnie d'Adrien Deume (chapitre XXXIV), il laisse éclater son mépris et son amertume à l'égard des femmes « vertueuses » : « peu de considération […] parce qu'il sait que lorsqu'il le voudra, hélas, cette convenable et sociale sera sienne et donnera force coups de rein et divers sauts de carpe dans le lit… » Solal, qui doit une grande partie de son ascension sociale à son charme, souhaite être aimé pour autre chose que son physique : « Honte de devoir leur amour à ma beauté, mon écœurante beauté qui fait battre les paupières de chères, ma méprisable beauté dont elles me cassent les oreilles depuis mes seize ans. Elles seront bien attrapées lorsque je serai vieux et la goutte au nez… » Mais lui qui déteste voir les femmes soupeser ses avantages physiques, « sa viande », n'a qu'une seule vraie amitié avec une femme, une naine difforme. Ce n'est pas le moindre paradoxe du personnage que de vouloir être aimé pour son esprit, et non pas pour son physique ou pour n'être attiré physiquement que par les belles femmes. Le donjuanisme et la misogynie de Solal explosent dans une conversation téléphonique qu'il a avec Deume, en présence d'Ariane qu'il s'apprête à séduire : « Outre son mépris des femmes qui se laissent séduire, il clame la solitude de Don Juan son désir de séduire pour oublier la peur de la mort ». Après avoir raccroché, il dénonce la nature humaine qui a une « universelle adoration de la force ». Les hommes face à leurs supérieurs dans le travail, les femmes face à la beauté masculine et la position sociale : « Babouinerie partout. Babouinerie et adoration animale de la force, le respect pour la gent militaire, détentrice du pouvoir de tuer. » Il démonte ainsi les rapports dominants-dominés de la société mais se place sans conteste dans le camp des dominants.
Solal se transforme ensuite en amant « sublime ». Mais bien que très épris d'Ariane, il est incapable de s'abandonner totalement à son bonheur. Il ne peut s'empêcher de temps à autre de penser que l'amour d'Ariane est dû à sa beauté, de démonter les naïfs jeux de séduction de la belle et d'utiliser même parfois les ficelles du Don Juan.
Le lecteur est donc surpris quand Solal quitte tout pour partir vivre avec Ariane une passion « absolue » dans le Sud de la France. Ce n'est que peu à peu qu'il apprend la vérité. Solal a été chassé de la SDN et a perdu sa nationalité française pour une insuffisance de durée de séjour préalable. Il est devenu un apatride, un juif errant comme les autres quoique fortuné. Il n'y a que dans les yeux d'Ariane qu'il est resté un seigneur. Il déteste pourtant la vacuité de sa vie, écouter de la musique classique, parler littérature, se promener dans la nature. Il se sent prisonnier des habitudes et du désir sexuel d'Ariane mais ne cherche jamais à faire évoluer la situation, lui le dominant à l'origine de toutes les initiatives. Il n'ose pas lui dire qu'il n'est plus rien de peur de la décevoir et peut-être même d'être quitté. Le lecteur ne peut s'empêcher de s'interroger : si Solal avait « enlevé » Ariane, aurait-il gardé sa belle situation à la SDN ?
Un soir, il reproche même violemment à Ariane de ne l'aimer que pour son physique, sa force. Acculée, elle répond à la question : « Pourquoi ton aimé ? Parce que je t'ai donné ma foi, parce que tu es toi, parce que tu es capable de poser des questions aussi folles, parce que tu es mon inquiet, mon souffrant. »
La fin du roman nous montre un Solal devenu fou de jalousie. Solal, le Don Juan, l'infidèle, ne supporte pas que la Belle du Seigneur ait pu avoir un amant avant lui, qu'un autre homme lui ait donné du plaisir, qu'elle ait pu mentir à son mari pour un autre lui est intolérable. Excès, violence désespérée parfois tournée contre lui-même révèlent une nouvelle facette du personnage, rejeté par ses relations, son travail, son pays d'adoption, qui n'avait plus que l'amour pur et mythique d'Ariane, son « innocente » pour trouver un sens à sa vie. Il n'est plus l'homme exceptionnel, le Messie qu'Ariane attendait.
Sur le plan idéologique et politique, Solal est le porte-parole de Cohen. Tout au long du roman, Solal méprise les pauvres. « La misère avilit. Le pauvre devient laid et prend l'autobus… perd sa seigneurie et ne peut plus sincèrement mépriser. » « Angoisse d'un juif oriental issu d'un milieu pauvre qui n'a pu évoluer en société qu'en se coulant dans le moule de la bourgeoisie européenne et que ne peut compter sur aucun réseau familial. » Le lecteur en apprend ensuite un peu plus sur les raisons de son renvoi, « une gaffe généreuse » à la Société des Nations. « Et le lendemain la gaffe plus terrible d'avoir envoyé la lettre anonyme révélant l'irrégularité de sa naturalisation. » Solal a donc été l'instrument actif de la perte de sa nationalité, lui aimant tant la France. Ce n'est que vers la fin du livre que le lecteur apprend pourquoi, Solal a perdu son poste à la SDN. Oubliant la retenue du diplomate, il a mis en accusation au nom du « grand Christ trahi » les nations refusant d'accueillir les Juifs allemands persécutés.
Solal qui méprisait la danse des subalternes de la SDN souffre tellement de sa mise à l'écart et de son isolement, il envie maintenant ceux qui peuvent se dire fatigués par le trop-plein de relations qui les entourent mais refuse de fréquenter des gens d'un niveau inférieur à son ancien milieu. Il va jusqu'à Genève supplier Cheyne, le secrétaire général de la SDN, de le reprendre à n'importe quel poste, allant même jusqu'à lui proposer toute sa fortune.
Avant de quitter Paris, il suit un groupe de Juifs de stricte observance dans lequel il reconnaît son peuple. Et ce cynique « roi solitaire » se met à chanter seul, devant la vitrine d'un restaurant où ses coreligionnaires se sont attablés, un vieux cantique à l'Éternel en hébreu. Mais il ne fait pas le choix de revenir vers sa famille, ses origines. Cet amoureux de son peuple, fils de rabbin, est devenu trop cynique, trop distant envers les manières de bigotes pour croire au ciel, comme Cohen qui ne croyait pas en Dieu. Il se dit : « je les vois pris devant ma matérialité d'un malaise de supériorité d'une hauteur de spiritualité jamais expliquée mais toujours écrasante […] leur spiritualité justifie l'injustice et leur permet de garder leur bonne conscience et de leurs rentes […] oui Dieu existe si peu que j'en ai honte pour Lui ».

### Ariane d'Auble
Ariane Corisande d'Auble, l'épouse de Deume, est issue d'une famille de la vieille noblesse calviniste de Genève. Orpheline de bonne heure, elle a été élevée par une tante rigoriste, Valérie d'Auble qui ne fréquente que le cercle très restreint des vieilles familles calvinistes de la ville. Ses seuls compagnons de jeux ont été son frère Jacques et surtout sa sœur cadette Éliane, morts à l'adolescence dans un accident de voiture. Étudiante, Ariane a noué une amitié amoureuse avec une jeune révolutionnaire russe Varvara pour qui elle a rompu tout lien avec sa famille et la haute société genevoise. À la mort de son amie, elle se retrouve isolée et sans le sou. Après une tentative de suicide, elle est sauvée par Adrien Deume qui vit dans le même petit hôtel qu'elle. Adrien est le seul alors à se soucier d'elle, si bien qu'elle accepte de l'épouser, « lamentable mariage ». Le lecteur la découvre solitaire, musicienne, aspirant à devenir écrivain, s'enthousiasmant pour tous les animaux. Elle vit dans son monde imaginaire. Elle soliloque, s'inventant une vie de princesse himalayenne et des discussions avec des personnages célèbres. La mort de sa tante, qui lui lègue toute sa fortune, fait d'elle une femme riche. Dans un étonnant monologue, l'héroïne s'identifie à Diane chasseresse, la déesse vierge et libre qui attend l'arrivée d'un seigneur divin à qui, telle Marie-Madeleine, elle pourrait laver les pieds avec ses cheveux en signe d'adoration pure.
L'amour qu'elle porte à Solal transforme la Diane solitaire en « belle du seigneur », « religieuse de l'amour » solaire et sensuelle. C'est aussi une enfant pleine de joie démonstrative malgré ses efforts pour passer pour une grande dame toute en retenue aristocratique, une midinette passant ses journées à attendre la venue de son amant, une divine icône soucieuse de la perfection de chaque détail. Elle s'abandonne entièrement à son amour. Sa vieille domestique, Mariette, de retour d'un long séjour à Paris, la trouve heureuse, épanouie, pleine de vie et de joie. Elle qui n'aimait pas les choses du sexe se retrouve tout étonnée d'être enflammée par les baisers de Solal « d'une intimité folle » ; et les baisers de Solal deviennent pour elle « des baisers mangeurs des baisers douaniers des baisers caverneux des baisers sous marins des baisers fruits oui des baisers fruits ».
Toutes ses pensées tournent autour de Solal, des souvenirs des moments passés et de l'attente des moments futurs, de son désir de le séduire encore : « Je me rends compte que je devrais être plus féminine [écrit-elle dans une longue lettre à Solal] ne pas tellement vous dire mon désir de vous plaire, ne pas sans cesse vous dire que je vous aime. […] Mais je ne suis pas une femme, je ne suis qu'une enfant malhabile aux roueries féminines, ton enfant qui t'aime ».
Toute préoccupée de plaire à son seigneur, Ariane n'échappe pas à l'aliénation de la condition féminine de son époque, aliénation de l'apparence physique, des bonnes manières figées. Ainsi, lorsqu'elle doit revoir Solal, absent depuis une quinzaine de jours en août, elle est obsédée par son élégance. Elle est obligée de vendre une partie des actions composant son patrimoine pour pouvoir payer de nouvelles tenues choisies chez un couturier, tenues qui cependant lui déplaisent lorsqu'elle en prend livraison et qu'elle finit par jeter sans les mettre.
Le même désir de perfection l'obsède quand les deux amants entament une vie commune. Ne jamais être vue dans une situation où elle ne serait pas parfaite, c'est-à-dire se mouchant, allant aux toilettes, ayant des gargouillis intestinaux, en train de s'affairer à la bonne marche de la maison, non coiffée… En présence de Solal, elle s'efforce d'effacer toute spontanéité, étudie chacun de ses gestes pour qu'il soit parfait. Sa vieille domestique, Mariette, qui l'a connue petite fille, s'en étonne. il y a désormais deux Ariane : en l'absence de Solal, une jeune femme pleine de vie, réglant avec entrain les problèmes quotidiens, se régalant de plats simples, prenant le café en papotant avec Mariette dans la cuisine ; puis une altière dame du monde dînant en robe du soir, dégustant des mets raffinés et ignorant la pauvre Mariette, au grand dam de celle-ci. Ce sont pourtant ces enthousiasmes de petite fille qui attendrissent le plus Solal maintenant que le feu des débuts est passé. Mais Ariane s'est enfermée dans un amour hiératique, élevé au rang de mythe. Il est à noter qu'aucun chapitre de la cinquième partie n'est présenté de son point de vue. Le lecteur ne voit plus Ariane que dans le regard de Solal. Il apprend ainsi qu'après le départ de Mariette, Ariane s'efforce de tenir seule la Belle de Mai, en parfaite maîtresse de maison. Aux yeux de son amant, Ariane a comme objectif d'être une compagne parfaite dans une maison tenue parfaitement pour un homme qu'elle ne veut voir que parfait et qui lui fait parfaitement l'amour tous les jours même s'il pense que sans se l'avouer Ariane s'ennuie dans son couple.
Le coup de théâtre final oblige le lecteur à reconsidérer tout ce qu'il a appris d'Ariane. Ariane est peut-être une femme ordinaire ayant succombé au démon de l'infidélité par ennui, comme dans n'importe quelle histoire d'adultère bourgeois. La réticence envers les choses du sexe qu'elle manifestait avant de connaître Solal devient suspecte. De manière implacable, Solal oblige Ariane à tout révéler de sa liaison passée : les nuits qu'elle passait avec son amant au nez et à la barbe de son mari grâce à la complicité d'une relation, une escapade en amoureux à Marseille… autant de faits qui ravalent, aux yeux de Solal, Ariane au niveau de personnage de vaudeville à la Feydeau. Il se sent humilié, diminué par le fait qu'elle ait pris comme amant un homme beaucoup plus âgé qu'elle mais extrêmement cultivé — il est chef d'orchestre. Sa déchéance finale est certainement le résultat de cette révélation. Ayant rompu tout lien avec la bienséance de la bourgeoisie genevoise, elle ne pouvait qu'être sublime, c'est-à-dire au-dessus de la norme, ou déchue, c'est-à-dire en deçà. C'est ainsi qu'elle finit, maquillée comme une grue, droguée…

### Les Deume
Adrien Deume est un jeune fonctionnaire belge à la SDN. Il ne rêve que d'ascension sociale dans le monde diplomatique de la Société des Nations, ne fréquente les gens que par rapport au réseau relationnel qu'ils peuvent lui apporter. Paresseux, peu motivé par son travail et empli de l'auto-satisfaction des médiocres, il ne s'étonne guère de voir Solal lui proposer une promotion importante, l'inviter à un dîner avec sa femme et l'envoyer en mission à l'étranger pendant trois mois. Seule, la vie de luxe que ces voyages occasionnent occupe ses pensées. Chez cet homme tout est calcul. Il semble incapable d'un sentiment vrai même avec Ariane, son épouse à laquelle il semble cependant très attaché. Sa beauté et son origine aristocratique sont pour lui des éléments de standing.
Trois mois de voyage au nom de la SDN ne font qu'accentuer sa fatuité. Dans le train qui le ramène à Genève le 25 août, il n'a que deux idées en tête : satisfaire son appétit sexuel « à la hussarde », appétit bridé depuis trois mois, décrire à Ariane les hôtels de luxe dans lesquels il a logé, les gens importants qu'il a rencontrés, les perspectives de carrière qui en découlent selon lui. Hélas, Ariane se dérobe à lui et lorsqu'il se réveille le 26 au matin et monte lui apporter son thé matinal, sa « chouquette » est partie. Dans les chapitres LXXIX et LXXX, Cohen s'attache à décrire, de manière fort émouvante, le désarroi qui envahit alors Adrien. Le lecteur le suit, qui tourne en rond dans sa maison s'accrochant à des détails anodins et dérisoires comme le bruit d'une chasse d'eau qui fonctionne bien. S'ensuit alors une très jolie description du bonheur simple de la vie conjugale : « Il remâchait les bonheurs perdus. Le morning tea qu'il lui apportait au lit le dimanche. Il entrait avec la tasse tout content […] Il adorait quand elle le regardait rien qu'avec un œil […] elle se redressait, prenait la tasse à deux mains, maladroite de sommeil, les cheveux en l'air comme un clown, un clown tellement joli. » « Après le petit déjeuner, elle allumait une cigarette, et toujours la fumée lui piquait les yeux. La jolie grimace qu'elle faisait. Et puis on causait en amis, mari et femme, on parlait de tout. » Et voilà que le plus ridicule des « babouins » révèle une profonde humanité échappant ainsi au total mépris de l'auteur et du lecteur. Toute la journée, Adrien navigue entre désespoir total et volonté de continuer à vivre, bravement. Fasciné par l'idée du suicide, il met son pistolet contre sa tempe, pour voir. Le coup part.
Antoinette et Hippolyte Deume forment un couple à l'ancienne mais inversé. C'est madame qui porte la culotte et monsieur qui obéit et craint sa femme.
Antoinette Deume née Leerberge est une petite bourgeoise belge, qui a épousé sur le tard un rentier suisse, Hippolyte Deume. Elle a adopté son neveu Adrien, avec qui elle vit, elle et son époux, dans une maison genevoise. Elle soutient l'ambition de son fils. Très dévote, « la bon Dieu avec ses sourires censément bonté mais tout venin, faisant sa supérieure, une rien du tout qu'on savait pas d'où ça venait » celle qu'Ariane appelle un « ersatz » de chrétien pense recevoir pendant ses prières des « directions » qui vont toujours dans le sens des conventions petite-bourgeoises. Sa mesquinerie est parfaitement révélée par ce cours de charité chrétienne sur l'usage qu'elle fait de ses caleçons de laine usés : « … avec la partie supérieure qui est donc encore en parfait état je me fais des culottes courtes pour l'entre-saison printemps et automne, puis je démaille la partie des genoux qui est usée et j'en fais un peloton pour une des pauvres ».
Hippolyte Deume, petit rentier suisse est un bon bougre un peu naïf affublé d'un fort zézaiement et mal à l'aise en société. Houspillé par sa femme qu'il admire cependant, il ne rêve que de plaisirs simples. Il sert celle-ci quand elle reçoit des amis, fait le ménage, prépare les bagages. Le lecteur sent l'affection de l'auteur pour ce personnage.

### Les autres personnages
Les cinq valeureux sont les membres de la famille de Solal des Solal vivant encore à Céphalonie et rendant visite à leur neveu. Dans la Genève classieuse des diplomates, ils forment un quintette haut en couleur, délicieusement décalé, anachronique et roublard, que ce soit par ses atours, son comportement ou ses expressions.
- Saltiel des Solal, « l'oncle du beau Solal, vieillard d'une parfaite bonté », a élevé Solal. Le lecteur le découvre habillé d'une culotte et de bas gorge-de-pigeon
- Pinhas des Solal, dit « Mangeclous », est un « faux avocat et médecin non-diplômé », avide d'honneurs et des rétributions qui vont avec. Il ne songe qu'à soutirer de l'argent et emploie pour cela une rhétorique comique qui n'abuse personne.
- Mattathias des Solal dit « Mache-Résine », un veuf sec manchot avec un bras se terminant par un crochet est le plus discret des valeureux. Il est très avare et on le dit millionnaire.
- Michaël des Solal, est huissier du grand rabbin de Céphalonie mais aussi amateur de femmes. En l'absence de Saltiel, c'est à lui que Solal accorde sa confiance. En attendant d'enlever la belle pour le compte de son neveu, il fait un récit plein de verdeur des amours de Solal et d'Ariane. « Que te dirais-je de plus, ami Mangeclous, dit Michaël, sinon que le seigneur [Solal] aura bien raison de la [Ariane] secouer et délicieusement malmener en cette nuit d'amour parfait car en notre vie mortelle il n'est d'autre vérité que le chevauchement, tout le restant n'étant que lanternes et fariboles. Car l'homme ne vit que durant un clignement[A 24] ».
- Salomon des Solal, le plus jeune des valeureux est un « petit chou dodu d'un mètre cinquante[A 25] » très pudique.

Mariette, ancienne domestique de Valérie d'Auble, la tante qui a élevé Ariane, est passée au service de celle-ci et de la famille Deume à la mort de Valérie. Elle n'apparait qu'à partir de la partie quatre du roman dont le début est écrit de son point de vue, dans un style quasi-parlé : « Pauvre Mariette que je suis, je sais plus que faire je fais plus que soupirer même que j'ai plus envie de café… » Elle est très attachée à sa patronne qu'elle rejoint à la Belle de Mai, mais lassée des simagrées de perfection des deux amants elle finit par partir à Paris rejoindre sa sœur.
Agrippa d'Auble est un vieux garçon, oncle d'Ariane. Ce vieux genevois, calviniste ardent, médecin de métier est l'incarnation de la bonté. Bien que médecin de réputation internationale, il choisit de partir en Afrique pour soigner les habitants du Zambèze par amour de son prochain. il a certes hérité de la somptueuse villa de Valérie d'Auble mais il vit simplement car il n'a pas de gros besoins. Sa voiture date de 1912, ses costumes sont râpés. Toujours disponible pour son prochain, il se retrouve à son retour à Genève à s'occuper d'une vieille servante qui voulait retourner à son service. Lorsque sa nièce l'appelle à quatre heures du matin pour parler de sa « chère amie » israélite Solal, il se dépêche de venir à ses côtés précisant que les Juifs sont le peuple de Dieu. Par contrecoup, l'attitude d'Ariane ne peut apparaitre que superficielle, elle la femme d'un seul homme, et Agrippa, le bienfaiteur de l'humanité.

## Les thématiques du livre
Belle du seigneur est une condamnation de la passion, mais le livre explore d'autres thèmes : à travers la description mordante des mœurs de la SDN et de la mentalité bien-pensante de la bourgeoisie, Cohen esquisse une critique sociale tout en ironie. L'antisémitisme et l'attachement de l'auteur au peuple juif sont des thèmes secondaires permettant d'expliquer en partie le comportement de Solal.

### La critique sociale
Les lecteurs gardent souvent de Belle du Seigneur le souvenir d'un grand texte comique. Le roman fait preuve d'une ironie sarcastique à l'égard de la médiocrité d'Adrien, et les faux dévots (Antoinette Deume et ses amies). Cette même ironie déjoue aussi les actions des institutions internationales inefficaces comme la SDN.

#### La Société des Nations dansBelle du Seigneur
Céline et Cohen se sont tous les deux intéressés à la Société des Nations. Le premier l'a décrite dans la pièce de théâtre L'Église publié en 1933. Cohen l'a représentée dans Mangeclous en 1938 avant d'en faire une description décapante dans Belle du Seigneur. Dans Mangeclous, comme la scène d'une farce italienne où se mêlent personnages réels et imaginaires. L'expérience de l'ancien diplomate de la SDN et l'ONU se transforme ainsi en une description cynique d'un monde qu'il connaît bien.
Le lecteur y découvre la vacuité du travail d'Adrien. La description devient par la force d'accumulation de détails, une charge satirique très puissante contre l'inutilité de certains fonctionnaires internationaux qui ne voient que carrière et privilèges et ne se soucient aucunement des dossiers et des peuples dont ils ont la charge. Le chapitre XXVIII est une parodie des réunions de haut niveau où les directeurs de services font assaut de formules creuses formulées dans le jargon bureaucratique. Il faut dire que l'ordre du jour prête à l'exercice : « action en faveur des buts et des idéaux de la Société des Nations », buts et idéaux qui sont restés de véritables mystères pour ces hauts fonctionnaires. Le débat aboutit à l'idée « habituelle », à savoir : « la constitution d'un groupe de travail qui explorerait la situation et présenterait à une commission ad hoc, à constituer ultérieurement et constituée des délégués des gouvernements, un avant-projet spécifique des propositions concrètes constituant les grandes lignes d'un programme à long terme d'action systématique et coordonnée en faveur des buts et idéaux de la Société des Nations ».
Une courte mais violente critique de la SDN et de l'hypocrisie des États réapparaît vers la fin du roman ; cette fois-ci plus d'ironie mais une accusation lancée par un Solal indigné : « Ils [les Juifs allemands] m'ont demandé de les sauver alors je suis parti le quatrième jour j'ai échoué dans les capitales échoué à Londres échoué à Washington échoué à leur Essdéenne quand j'ai demandé aux importants bouffons d'accueillir mes Juifs allemands de se les répartir, ils m'ont dit que mon projet était utopique que si on les acceptait tous il y aurait une montée de l'antisémitisme dans les pays d'accueil bref c'est par horreur de l'antisémitisme qu'ils les ont abandonnés à leurs bourreaux, alors je les ai mis en accusation […] alors scandale et bref chassé ignominieusement […] pour conduite préjudiciable aux intérêts de la SDN […]. » On ne saurait stigmatiser avec plus de précision l'impuissance et la lâcheté de la SDN et des démocraties face à Hitler et l'antisémitisme larvé des autorités de ces dernières[réf. souhaitée].

#### La petite bourgeoisie
La description du snobisme de la petite bourgeoise ignorante que représente Antoinette Deume produit des moments savoureux comme celui où elle parle de Homard zermidor au lieu de Thermidor, car elle croit que Thermidor est un mot anglais. La description de la préparation de la première soirée avec une « personnalité » et de l'attente de celle-ci est une occasion saisie par le narrateur pour décrire minutieusement les manières de petits bourgeois singeant l'art de vivre de la haute société par laquelle ils aspirent à être reconnus.
Le long chapitre XXXV contient une charge de Solal contre le fonctionnement du petit monde snob de la SDN. S'adressant à Ariane, il dit : « Elle est tellement persuadée que ce qui compte pour elle, c'est la culture, la distinction des sentiments […], l'amour de la nature, et caetera. Mais idiote ne vois-tu pas que toutes ces noblesses sont le signe d'appartenance à la classe des puissants et que c'est la raison profonde, secrète et inconnue de toi, pour quoi tu y attaches un tel prix. […] Des réflexions sur Bach ou sur Kafka sont des mots de passe indicateurs de cette appartenance. Il a dit qu'il aime Kafka. Alors, l'idiote est ravie. Elle croit que c'est parce qu'il est bien intellectuellement. En vérité, c'est parce qu'il est bien socialement. […] Et la distinction, qu'est ce sinon le vocabulaire et les manières en usage dans la classe des puissants… » Kafka, très en vogue dans les milieux intellectuels des années trente, semble être la bête noire de Cohen, puisqu'il fait dire à son héroïne : « on a compris Monsieur Kafka vous êtes un génie mais pour l'amour du ciel n'en jetez plus trente pages de votre génie suffisent pour qu'on se rendre compte de votre génie barbant personne l'ose l'avouer c'est le règne de la terreur ». Il est difficile de décrier un auteur porté aux nues par les leaders d'opinion.
Dans la cinquième partie, la critique sociale resurgit dans le petit monde de l'hôtel d'Agay, au détour d'une rencontre entre Ariane et la femme du consul anglais à Rome racontée dans le chapitre LXXXV. Après avoir invité Ariane à venir jouer au tennis avec elle, madame Forbes annule ce rendez-vous ayant appris la situation adultérine d'Ariane et la tentative de suicide d'Adrien Deume. Elle conseille à madame de Sabran, épouse d'un général, rencontrée le lendemain, de fuir « comme la peste » Ariane, « cette gourgandine ». Mais ce qui est le plus grave aux yeux de ces nantis bien-pensants, c'est le scandale causé à Genève par la révélation publique de l'affaire. En effet, le consul anglais fréquente sans état d'âme son neveu Huxley, ancien chef de cabinet et protégé de Solal, « sensible à la beauté masculine » mais en toute discrétion et surtout sans scandale.
Madame Forbes, sensible à la position sociale de madame de Sabran, entreprend un numéro de flatterie, « suçant un sucre d'orge social », pour ajouter à son carnet d'adresses un nom prestigieux. « L'armée, ah comme elle adorait l'armée ! soupira-t-elle, palpitant des paupières. Ah, l'armée, l'honneur, la discipline, les vieilles traditions, l'esprit chevaleresque, la parole d'officier, les charges de cavalerie, les grandes batailles, les géniales stratégies des maréchaux, les morts héroïques ! Il n'y avait pas de plus belle carrière ! » Après des propos vipérins sur les Juifs, madame de Sabran se propose d'organiser un grand bal de charité qui réunirait la bonne société présente sur la Côte d'Azur car « faire le bien en se divertissant, quoi de mieux ? »

### L'exploration de la passion amoureuse
La passion amoureuse est le deuxième thème abordé par le roman. Pour Alain Schaffner et Philippe Zard, spécialistes de Cohen, Ariane et Solal ont une place dans le panthéon de la littérature amoureuse aux côtés de Roméo et Juliette et de Saint-Preux et Julie. Belle du Seigneur paraît en pleine révolution sexuelle. Le roman s'insère donc au sein de la question du couple contemporain.

#### Le temps des débuts
Alors qu'il parle avec Ariane pour la seconde fois (troisième rencontre) et qu'il a parié qu'il réussira à la séduire en trois heures, Solal entreprend de donner à la belle une leçon de séduction d'un machiavélisme digne de Valmont dans Les Liaisons dangereuses, qu'il est possible de résumer ainsi : « Donc cruauté pour acheter passion, passion pour acheter tendresse ». Tous les artifices et les pièges du Don Juan sont dévoilés, de même que le plaisir des femmes à être séduites par un homme qui a eu dans ses bras tant de femmes. Contre toute attente, Ariane est subjuguée, elle a rencontré son seigneur. De fait, le couple Ariane Solal est basé sur l'inégalité entre les deux amants, inégalité d'abord voulue et revendiquée par Ariane mais qui finira par causer l'échec du couple.
La transe amoureuse des premiers instants, l'éblouissement de l'autre est rendu avec beaucoup de justesse dans le style lyrique qu'Albert Cohen avait déjà employé dans Le Livre de ma mère. « Ô débuts, ô plaisirs de la femme à la bouche de l'homme, sucs de jeunesse, trêves soudaines, et ils se considéraient avec enthousiasme, se reconnaissaient, se donnaient furieusement des baisers fraternels, sur les joues, sur le front, sur les mains. Dites, c'est Dieu, n'est-ce pas ? demandait-elle, égarée, souriante. Dites, vous m'aimez ? Dites, rien que moi, n'est-ce pas ? Aucune autre n'est-ce pas ? demandait-elle, et elle donnait à sa voix des inflexions dorées pour lui plaire et être plus aimée, et elle baisait les mains de l'inconnu, puis touchait ses épaules et le repoussait pour le chérir d'une divine moue. » La relation entre les deux protagonistes se définit aussi par cette phrase : « Tu es belle, lui disait-il. Je suis la Belle du Seigneur, souriait-elle ». Ariane soumise à son aimé Solal. Dès le début, Cohen montre le décalage existant entre Ariane et Solal, elle totalement abandonnée à l'ivresse du sentiment amoureux qu'elle connaît pour la première fois, lui gardant une distance intérieure : « Mon archange, mon attrait mortel, lui disait-elle […] Archange et attrait mortel tant que tu voudras, pensait-il mais je n'oublie pas que cet archange et cet attrait mortel, c'est parce que trente-deux dents… » Des chapitres XXVI à XLII, l'auteur sait parfaitement transcrire la frénésie intérieure, l'exaltation amoureuse qui s'empare de l'héroïne. Le lecteur est transporté au cœur de son ivresse amoureuse.
Belle du Seigneur s'offre ainsi comme le récit d'une passion tout à fait déraisonnable, prise d'un tourbillon qui pourrait sembler anti-conformiste. Les amants semblent être affranchis des pesanteurs sociales, des soucis quotidiens, des problèmes d'argent, ou d'enfants. Pendant toute la troisième partie, la description de la passion des deux héros est intemporelle. L'auteur parle du temps des débuts. Chaque jour semble ressembler à l'autre si bien que le lecteur ne sait pas si l'extase amoureuse dure un mois, six mois ou plus. Le temps s'est arrêté : « Jeunes gens, vous aux crinières échevelées et aux dents, divertissez-vous sur la rive où toujours l'on s'aime », nous dit Cohen au début du chapitre LII, le dernier de la troisième partie, « et enivrez-vous qu'il est temps et soyez heureux comme furent Ariane et son Solal, mais ayez pitié des vieux, des vieux que vous serez bientôt », poursuit-il. Il se laisse alors aller à mélancolie de l'homme d'âge mur, regrettant l'ardeur et la force des passions de sa jeunesse : « Amour amour, fruits et fleurs qu'elle lui envoyait tous les jours, amour, amour, jeune idiotie de manger le même raisin ensemble, grain après grain ensemble […] Amour ancienne aimée, est-ce toi ou ma jeunesse que je pleure demande celui qui fut jeune ». Et voilà comme le vieil homme, plein de tendresse et de nostalgie nous dit que les passions sont mortelles. Cohen fait de la tendresse et de la pitié le pivot de sa refondation éthique, tendresse seule apte à désarmer les haines.

#### Le couple des«sublimes»
Lorsqu'Adrien revient de voyage, Ariane le quitte et part vivre avec Solal, à la demande de celui-ci. Le couple s'installe dans un hôtel à Agay, dans le Sud de la France et vit pendant deux mois un amour fusionnel total sans aucune vie sociale ou professionnelle, hors du temps. Le couple s'est fixé comme idéal de vivre une passion parfaite. Un rituel amoureux, à la fois cérémonial et immuable s'est instauré rapidement. Solal est ému par Ariane, « sa croyante qui avait tout quitté pour lui, indifférente aux jugements du monde, qui ne vivait que pour lui, n'attendait que lui ». Mais au bout de trois mois, Solal commence à s'ennuyer. C'est avec une amertume désobligeante qu'il évoque sa relation avec Ariane : « L'appel oui. Il fallait aller à l'amour. Sa créancière le convoquait, le sommait de lui donner du bonheur ». Solal subit alors un curieux dédoublement de personnalité, entre cynisme et remords de son cynisme, tendresse et rancœur envers Ariane. Peu à peu la passion n'est plus vécue mais mise en scène. Ariane et Solal sont comme des vedettes de cinéma. Ils se livrent l'un à l'autre une image lisse et sans faille, toujours heureux, du moins en apparence, toujours policés. Leur passion les étouffe à force de vivre en vase clos. Pauvres pestiférés aux amours adultérines scandaleuses, ils ne peuvent plus fréquenter le milieu qui était le leur.
Après une scène terrible, Solal décide d'en « finir avec ce social sans cesse coudoyé qui leur rappelait leur solitude de bannis, murés sans cesse dans leur amour ». Le couple quitte l'hôtel et loue alors une maison avec vue sur la mer, la Belle de Mai. Mariette les rejoint alors. Mais le rituel de perfection instauré à l'hôtel continue. La vieille domestique livre alors une analyse fort pertinente sur le ridicule des relations des « sublimes » : « Oui je deviens maboule dans cette maison des poupées d'amours qu'ils doivent se voir comme au théâtre, seulement quand ils sont bien fignolés ». Elle énumère alors toutes les sonneries différentes qu'elle doit apprendre pour faire face à chaque situation : « Y en a pour quand le prince adoré appelle pour qu'elle vienne parler mais seulement derrière la porte, y a pour quand elle demande si elle peut circuler sans qu'il la voie vu qu'elle est pas encore assez pomponnée ». Et Mariette de conclure : « quand c'est pas le lit c'est le bain, marmotte, poisson et compagnie, et rien que des mots qu'il y a dans les livres, des politesses et des sourires qu'on dirait qu'ils sont malades jamais une dispute une intimité, peut-être qu'ils vont faire cinéma d'amour er reufeuleumeleu jusqu'à ce qu'ils aient la barbe blanche tous les deux, mais moi je dis que c'est pas honnête, c'est pas une vie […] et puis tout ce colin-maillard entrez mais fermez les yeux je suis pas visible tournez vous, si c'est l'amour moi j'en veux pas, avec mon défunt on aurait fait nos besoins ensemble pour pas se quitter ».
Un an après le début de leur relation, ce rituel de perfection continue. « Les semaines de Genève, mortes semaines de vraie passion, avaient suscité un mythe auquel la pauvre loyale conformait maintenant sa vie, jouant de toute bonne foi le rôle de l'amante adorante ». C'est ce que Solal appelle « leur pauvre vie », « cette pauvre farce de leur amour, de leur pauvre amour dans la solitude », que Solal se dit prêt à jouer jusqu'à la fin de ses jours pour l'amour d'Ariane, « Ariane qu'il chérissait toujours plus, qu'il désirait toujours moins et qui tenait à être désirée, qui estimait sans doute qu'elle en avait le droit ». Solal se trouve toutes les bonnes raisons pour ne pas faire évoluer le couple vers autre chose. Solal refuse de communiquer avec Ariane. D'ailleurs pendant le roman il lui impose souvent le silence. Il tente de trouver des subterfuges pour retrouver la flamme ardente des débuts car il pense que c'est ce que veut Ariane. Et le voilà, comme Adrien « le petit Deume » à s'attendrir sur les petits moments de faiblesse de la « parfaite ». Mais il n'ose pas lui dire. Il refuse de lui montrer sa tendresse, « ce délit de lèse-passion » et continue à jouer les amants parfaits et éthérés, aidant Ariane en cachette à tenir la maison. Ceci montre que la hiérarchie homme-femme est indiscutable pour Cohen : « la plupart des femmes que j'ai aimées étaient des belles du seigneur. Elles voulaient être dominées, éblouies, inquiétées sans cesse ». L'auteur justifie donc ainsi la domination de la femme : c'est elle qui le veut.

#### La fin d'une passion
C'est alors qu'Ariane avoue à Solal qu'elle a eu un autre amant avant lui. Solal ne peut supporter qu'elle ait pu connaître le plaisir avec un autre. Il se sent cocu, lui, le séducteur, qui a, à plusieurs reprises trompé Ariane. La liberté d'Ariane lui est insupportable. Fou de jalousie, il se montre odieux, lui demande de partir alors qu'il voudrait qu'elle reste mais ne peut pas lui dire. Finalement le couple quitte la Belle de Mai et s'installe dans un hôtel à Marseille. Mais là il continue à la torturer de sa jalousie, l'obligeant à l'appeler « Monsieur Trois ». Solal devient complètement irrationnel. Il l'attrape par les cheveux et la frappe car elle refuse de dire du mal de son ancien amant, l'insulte. Puis pris de remords, il se dit qu'il est odieux, se frappe pour se punir : « Du joli, la passion dite amour. Si pas de jalousie ennui. Si jalousie, enfer bestial. Elle est une esclave, une brute. Ignobles romanciers, bandes de menteurs […] ».
Face à la jalousie et à la folie de Solal, Ariane n'a qu'une réponse, la soumission, l'obéissance. Et quand, dans son délire, Solal va jusqu'à ordonner à Ariane de retourner à Genève pour coucher avec son ancien amant, elle accepte. Solal devenu amoureux fou et bourreau. S'ensuit un an de déchéance physique et morale. Pour réanimer la flamme de son couple, Ariane emploie l'érotisme le plus sordide. Chacun vit dans la nostalgie du temps des débuts, des émois fusionnels. La seule issue semble la mort.
Pour Schaffner, la raison de l'échec des amants reste mystérieuse. Le héros semble se condamner à l'échec en cherchant dans la passion amoureuse l'équivalent de l'amour absolu d'une mère. Le roman se voit ainsi relié, sur le plan autobiographique de l'œuvre (Le Livre de ma mère, 1954 ; Ô vous, frères humains, 1972 ; Carnets 1978, 1979). Schaffner pense que toute interprétation purement réaliste de l'action est impossible car la passion d'Ariane et de Solal se déroule aussi sur un plan mythique, rejouant à des titres divers l'histoire de Tristan et Iseut, celle d'Ariane et de Thésée, celle encore des amants du Cantique des Cantiques et pour Solal celle de Don Juan, du Christ et de Faust. De ce fait, le couple échoue à passer de l'amour-passion des amants à l'amour-amitié des époux, c'est-à-dire de l'émerveillement des débuts à l'attendrissement de voir l'autre dans ses petits travers quotidiens et de l'absence de relations avec l'extérieur. Coupés du monde, ils ne parviennent à insérer leur amour dans un quotidien naturellement ordinaire. Certes, à plusieurs reprises Solal exprime sa lassitude de vivre dans la comédie du couple sublime, mais jamais il ne cherche à modifier la situation, changement qu'Ariane si soumise à son seigneur aurait accepté. Il refuse d'avoir des enfants. Il garde le secret sur sa situation, son argent et maintient le couple dans l'isolement afin qu'Ariane ne connaisse pas la vérité sur son éviction de la SDN. Il décide le huis clos, cause de l'échec du couple. De son côté, Ariane vit depuis trop longtemps hors du monde et dans un besoin d'exaltation mystique pour imaginer être autre chose que l'adoratrice de son Solal et l'adorée de celui-ci. D'ailleurs le titre n'est pas La Belle et le Seigneur, signe d'égalité, mais Belle du Seigneur, signe de possession de la Belle par son Seigneur.
Cohen ne tient pas compte de la profonde inégalité qui règne dans le couple pour expliquer l'échec final. Solal impose toujours son point de vue, qu'Ariane suit toujours et n'a aucune autonomie de décision. L'amour-passion est un legs de la chevalerie, c'est l'autre face de l'esprit de conquête que dénonce Cohen dans son œuvre. Mû par l'orgueil, il conduit à la bestialité et au trépas. Le lien qui unit Solal et Ariane est donc lien de mort. En 2021, dans son ouvrage Réinventer l'amour (Zones), Mona Chollet, essayiste et journaliste, considère Belle du Seigneur comme l'une des œuvres célèbres qui reflètent le « choix de la mort » que constitue l'amour passionnel, reprenant l'analyse de Denis de Rougemont. Selon elle, Ariane et Solal « incarnent de la manière la plus extrême l'incapacité à s'aventurer au-delà de l'état de grâce de la rencontre », tandis que le roman fait transparaître « les idées rétrogrades » d'Albert Cohen à travers « les convictions misogynes de Solal, censé être l'amant magnifique de la littérature française ».

### L'antisémitisme
Cohen a été fortement marqué par les tragédies de la Seconde Guerre mondiale. Son roman se fait l'écho du fort antisémitisme des années trente, même si ce thème n'y occupe pas une place centrale. Dans les première et seconde parties, il ne surgit qu'occasionnellement et pour exprimer les rancœurs que suscitent le comportement plein de morgue de Solal. Ainsi, avant que Solal ne propose à Adrien une promotion, celui-ci ne voit dans le sous-secrétaire général qu'un youpin parvenu. Quand Solal se dérobe à l'invitation à un « grand » dîner des Deume, les remarques antisémites resurgissent dans la bouche d'Antoinette Deume. Dans un long monologue intérieur, Solal démonte un des ressorts de l'antisémitisme, qui n'est que le fait de reprocher à l'ensemble des Juifs les défauts d'un seul d'entre eux : « d'ailleurs pourquoi n'aurions-nous pas de minables les autres peuples en ont aussi […] pourquoi devrions-nous être parfaits ». Le sentiment de supériorité que les protestants genevois ont développé par rapport aux Juifs est palpable dans la remarque qu'Ariane se fait à elle-même : « c'est évidemment à moi que ça devait arriver cette histoire de tomber folle d'un israëlite cinq siècles de protestantisme pour en arriver là ».
À partir de la quatrième partie du roman, l'antisémitisme resurgit avec force. Quand Solal a perdu sa position sociale, il entend davantage les échos de la haine du Juif. Ainsi à Agay, il surprend une conversation où madame de Sabran, femme de militaire, parle des Juifs : « Une maffia […] Vraiment plutôt Hitler que Blum. Au moins le chancelier est un homme d'ordre et d'énergie, un vrai chef. » Et en évoquant aussi l'éviction de Solal de la SDN : « Une affaire de trahison probablement. D'un coreligionnaire de Dreyfus, il faut s'attendre à tout. Ah le pauvre colonel Henry, ! » Cette remarque rappelle au lecteur que beaucoup d'officiers supérieurs n'ont jamais cru en l'innocence de Dreyfus. Lorsque, plus tard dans la conversation, monsieur Forbes évoque l'appel d'Albert Einstein afin que les Juifs allemands puissent être accueillis favorablement par les autres nations lorsqu'ils quittent l'Allemagne, l'épouse du militaire se cabre : « Bien sûr, la vieille rengaine des persécutions ! Tout cela est très exagéré. Hitler les a remis à leur place, un point c'est tout ! […] Ç'aurait été joli tous ces coreligionnaires de Dreyfus venant s'installer chez nous ! »
En septembre 1936 (chapitre XCIII), alors qu'il se promène dans Paris, la ville bruit de propos antisémites : graffitis sur les murs, conversations dans les rues, dans les cafés, journaux vendus à la criée, il semble à Solal que la ville soit devenue une caisse de résonance de la haine de juif. Haine à laquelle Solal répond dans un murmure : « Chrétiens, j'ai soif de votre amour. Chrétiens laissez-moi vous aimer Chrétiens, frères humains, promis à la mort, compagnons de la terre, enfant du Christ qui est de mon sang, aimons-nous […] il sait qu'il est ridicule, sait que rien ne sert de rien. » Cet épisode fait penser à ce qui est arrivé véritablement à Albert Cohen à Marseille alors qu'il avait dix ans. Un camelot de la Canebière l'a alors insulté. Le jeune garçon écrit alors sur un mur des toilettes de la gare Saint-Charles dans lesquelles il s'était réfugié : « Vive les Français ». Les mêmes propos haineux circulent dans les cafés genevois. L'Europe semble gangrénée par l'antisémitisme en ce début d'automne 1936.
Mais dans les années trente, la plus violente forme d'antisémitisme est bien sûr le nazisme. Refusant de raconter le sort des Juifs pendant la Seconde Guerre mondiale, Cohen fait des Juifs allemands les prophètes de la destruction future. Ainsi dans le chapitre LIV, Solal, en visite à Berlin, a été rossé par des nazis puis recueilli dans la cave de Jacob Silberstein, auparavant le plus riche antiquaire de Berlin, qui s'y est caché pour échapper aux persécutions nazies. Sa fille Rachel, une naine sans cou, annonce à Solal que les Allemands tueront tous les Juifs : « Ils nous ont brûlés au treizième siècle ! Ils nous brûleront au XXe siècle ! Il n'y a pas de salut pour nous, sache-le mon cher ! Ils adorent leur méchant chef, l'aboyeur à moustache ! » Le chapitre LIV se termine par une terrible confrontation. Dans la cave, Solal priant tend vers le soupirail les rouleaux de la Loi, alors que, « dehors, fiers de leur pouvoir de mort et orgueil de la nation allemande […] toujours chantant leur joie du sang d'Israël giclant sous leurs couteaux, défilaient les tortureurs et tueurs de chétifs désarmés ».
La naine Rachel Silberstein compare les nazis à des bêtes. Solal reprend cette comparaison à son compte. Les Allemands représentent pour lui l'homme à l'état de nature, mais pas au sens du bon sauvage, au sens bestial : « Les lois de la nature sont l'insolente force, le vif égoïsme […] l'affirmation de la domination, la preste ruse, la malice acérée, l'exubérance du sexe, la gaie cruauté de l'adolescence qui détruit en riant […]. » Il fait parler la nature comme l'aimée du Cantique des Cantiques. Paraphrasant ce livre poétique de la Bible, il fait dire à la nature : « Les commandements du juif Moïse sont abolis et tout est permis et je suis belle et mes seins sont jeunes crie la voix dionysiaque avec un rire enivré. » Pour lui les Juifs sont le peuple de l'antinature, ce qui explique la haine dont ils sont l'objet de la part des Allemands : « lorsqu'ils massacrent ou torturent les Juifs ils punissent le peuple de la Loi et des prophètes, le peuple qui a voulu l'avènement de l'humain sur terre, oui ils savent ou ils pressentent qu'ils sont le peuple de la nature et qu'Israël est le peuple de l'antinature, porteur d'un fol espoir que le naturel abhorre ». Cohen reprend ainsi les thèses de Hermann Rauschning qui dépeignait Hitler comme un anti-Moïse, un Antéchrist.

### L'amour du peuple juif
Belle du seigneur est aussi, comme les autres romans, un hymne d'amour d'Albert Cohen à son peuple. Solal, si cynique, voit avec tendresse les bouffonneries de cinq valeureux, même s'il s'est éloigné de son milieu. Mais c'est au moment où la persécution surgit que la fierté de la judéité est portée au plus haut. La naine Rachel est un puits de connaissance et d'intelligence. À elle seule, elle est le symbole de l’ensemble du peuple juif reclus dans des cachettes pour échapper à la menace hitlérienne. Solal est submergé par une grande tendresse pour la naine bossue dont il comprend qu’elle est la dépositaire de tous les malheurs passés et de tous les espoirs à venir. Elle est à l'origine d'une scène à la fois fantasmagorique et émouvante dans la cave où la famille de Rachel a trouvé refuge et accumulé objets de valeur et souvenirs. Alors qu'elle et Solal discutent, Rachel revêt Solal d'un châle de prière, lui donne les rouleaux de la Loi : « Alors sortie de l'ombre, elle apparut, haute et merveilleuse de visage, Jérusalem vivante, beauté d'Israël, espoir dans la nuit ». Survient alors dans la rue un défilé des jeunesses nazies. « Et voici, debout, sous le soupirail devant qui défilaient les bottes allemandes, revêtu de l'ample soie de prière, soie barrée de bleu, soie venue d'un auguste passé, couronné de tristesse, le roi au front sanglant leva haut la Sainte Loi, gloire de son peuple, la présenta aux adorateurs de la force, de la force qui est le pouvoir du meurtre, l'appuya contre les barreaux […] Inlassable, fils de son peuple, il tenait haut levée la Loi vêtue d'or et de velours, couronnée d'argent, glorieusement élevait et présentait la lourde Loi emprisonnée. Loi de justice et d'amour, honneur de son peuple » pendant le défilé des assassins. La cave devient le lieu de proclamation de la loi hébraïque, Solal un rabbin de carnaval. Pour Cohen, face à l'adversité, seule la foi dans les valeurs d'Israël peut permettre aux Juifs de tenir. Face à la barbarie nazie, la Loi mosaïque incarne la foi dans les valeurs de vie et même de civilisation. Solal, si bien intégré à la société du monde occidental, se retrouve juif priant face aux tueurs de juifs. La beauté de la loi juive transforme la difforme Rachel en beauté d'Israël. On ne peut pas faire plus belle déclaration d'amour et de foi envers le judaïsme et son peuple.
À Paris où il est isolé, abandonné de ses anciennes relations, en butte à l'antisémitisme grandissant d'une France en crise, Solal appelle sa chambre à l'hôtel George V le « petit ghetto ». Il croise ensuite sur le boulevard Diderot des groupes de Juifs. « Il les reconnaît, reconnaît ses bien-aimés pères et sujets, humbles et majestueux, les pieux et de stricte observance, les inébranlables, les fidèles à barbes noires et pendantes mèches temporales, pléniers et absolus, étranges en leur exil, fermes en leur étrangeté, méprisés et méprisants, indifférents aux moqueries, eux-mêmes fabuleusement, allant droit en leur voie, fiers de leur vérité, méprisés et moqués, les grands d'entre son peuple, venus de l'Éternel et du mont Sinaï, porteurs de sa Loi […] va et murmure que tes tentes sont belles, ô Jacob, tes demeures, Israël, va derrière ses bien aimés et noir sacerdoces, pères et fils de prophètes, derrière son peuple élu et s'en emplissant le cœur, Israël, son amour. »
Et si Solal se livre un instant à une caricature d'un Rosenfeld imaginaire, juif ashkénaze envahissant et vantard pour pouvoir se démarquer de ses coreligionnaires, lui « un Juif exceptionnel […] différent des honnis », c'est pour mieux réaffirmer la gloire de son peuple, sa persévérance à garder sa foi à travers des siècles de persécutions et son amour pour ce Rosenfeld. « Je veux tout aimer de mon peuple » dit-il. Il continue en lançant un vibrant appel pour le retour des Juifs en Israël. On retrouve ainsi dans le discours de Solal l'engagement sioniste de Cohen.
Solal continue en célébrant la gloire du judaïsme qui, grâce à la Loi mosaïque, a comme objectif de « transformer l'homme naturel en enfant de Dieu ». Cohen montre ainsi son admiration pour la contribution de son peuple à l'humanisation.

## L'écriture de Cohen
La volonté affichée de réalisme et de réflexion constante sur la psychologie amoureuse font de Cohen le continuateur de la tradition littéraire française explorée avec bonheur par Stendhal ou Proust. En 1980, Albert Cohen tiendra cependant à affirmer le caractère unique de son écriture romanesque. De fait, il rappelle son intention d’avoir voulu, dans un souci de vérité, associer le sublime de la passion amoureuse à la réalité la plus crue : « Dans aucun roman, vous ne lirez jamais que l’héroïne urine ! Moi, je suis le premier qui ait fait uriner Ariane dans mes pages.» En cela, il se distingue de ces « ignobles romanciers, bande de menteurs qui embellissaient la passion, en donnant l'envie aux idiotes et aux idiots » (Chap. CI).
Le recours massif au monologue intérieur (douze monologues, les quatre d'Ariane, les cinq de Mariette et les trois de Solal, répartis en autant de chapitres sur cent-quarante-huit pages représentant plus de dix pour cent du texte du roman) constitue une des grandes originalités du roman. La plupart des monologues n'ont aucune ponctuation et ne sont découpés en aucun paragraphe, ce qui n'est pas sans évoquer l'influence de William Faulkner, de Virginia Woolf et de l'Ulysse de James Joyce. Sans repère, le lecteur doit se concentrer pour voir émerger la pensée du narrateur derrière ce flot chaotique de mots, redoutable piège à sens. Impossible de lire en diagonale sous peine de ne plus rien comprendre. Chaque mot devient essentiel.
On pense aussi à Rabelais, pour le débit torrentiel et de certaines boulimies, à un Paul Claudel hébraïque ; à Proust, évidemment, vu l'égotisme répandu, et le beau linge des ambassades autour. Le burlesque est à fleur de plume. Empruntés à la comédie bourgeoise, les personnages ont un destin tragique. Le poème de Tristan et Iseut renaît dans les beautés de l'écriture de Cohen pour se dissoudre presque aussitôt dans le rire de la caricature. Qu'il s'épanche dans le lyrisme sensuel de la troisième partie ou dans l'exubérance orientale des Valeureux, l'art de Cohen apparaît à la fois comme un art du contrepoint et de l'excès. Cependant, les personnages du livre gardent une profonde humanité et l'écrivain conserve de la sympathie pour les victimes de son ironie.

## Les critiques
Parmi les nombreux articles qui ont été publiés sur Belle du Seigneur, on rapporte les commentaires suivants :
Dans son livre "Sorcières: La puissance invaincue des femmes", Mona Chollet propose une critique assez sévère du roman "Belle du Seigneur" d'Albert Cohen.
Elle critique principalement la représentation de la passion amoureuse et de la figure féminine dans ce roman. Selon Chollet, Cohen dépeint l'amour-passion comme une illusion narcissique vouée à s'effondrer, et fait porter aux femmes la responsabilité de cet échec.
Plus spécifiquement, Chollet critique :
- La façon dont la protagoniste Ariane est progressivement dégradée au fil du roman, passant du statut d'objet de désir idéalisé à celui de créature insignifiante, ridicule et méprisable
- Le personnage de Solal qui, selon elle, est présenté comme lucide face aux illusions de l'amour, alors qu'il est profondément misogyne
- La manière dont le roman suggère que les femmes sont par nature superficielles et incapables d'amour véritable
Chollet voit dans "Belle du Seigneur" l'exemple d'une œuvre littéraire qui, sous couvert de décrire une passion amoureuse, véhicule en réalité une vision profondément dévalorisante des femmes.
Dans Le Nouvel Observateur, numéro de décembre 1968, Jean Freustié pense que ce roman est « […] un livre extraordinaire, irritant, magnifique, propre à déclencher les passions… C'est un livre fait pour casser l'orgueil. Pour casser tout. Au passage, et dans son pessimisme absolu, il ramène à zéro la passion sexuelle… Je crois saisir en cet esprit très religieux, très religieusement juif d'Albert Cohen, un immense désir de pureté. Qu'on soit ou non d'accord sur le principe sous-jacent, on constatera que ce n'est pas là un des aspects les moins intéressants du livre. »
François Nourissier, quant à lui, critique le roman Belle du Seigneur dans Les Nouvelles Littéraires, numéro de septembre 1968, par le biais des chiffres :« Quel morceau, Quel monstre ! 845 pages, 32 francs et à peu près autant d'heures de lecture que de francs : on est terrorisé… On tente pourtant l'aventure. On plonge dans l'énorme histoire : alors le mécanisme joue et l'on est piégé. Des beautés éclatantes, des torrents de mauvais goût : on est emporté par l'un, ébloui par les autres. On sort de là un peu stupéfait, la tête vide, mais soyons francs : le jeu en valait la chandelle. »
Paul Creth commente ainsi le roman dans le numéro de novembre 1968 de la Voix du Nord : « Belle du Seigneur est beaucoup plus qu'un roman : un monument, une cathédrale, un morceau de temps recréé dans sa générosité, sa totalité. »

## Adaptation
Le livre a été adapté au cinéma par le réalisateur Glenio Bonder, avec Natalia Vodianova et Jonathan Rhys-Meyers dans les rôles principaux, Marianne Faithfull dans celui de Mariette et Ed Stoppard dans celui d'Adrien. Le tournage du film s'est achevé à la fin de 2011 au Luxembourg.
Le film, dont la sortie a été retardée en raison du décès du réalisateur en cours de montage, est sorti en France le 19 juin 2013. Il a été mal accueilli par le public et la critique, qui a souligné son incapacité à rendre justice au roman.